# Crossopalpus
Crossopalpus is een geslacht van insecten uit de familie van de Hybotidae, die tot de orde tweevleugeligen (Diptera) behoort.

## Soorten
Deze lijst van 15 stuks is mogelijk niet compleet.
- C. abditus Kovalev, 1972
- C. aeneus (Walker, 1871)
- C. bonomettoi Raffone, 1984
- C. curvinervis (Zetterstedt, 1842)
- C. curvipes (Meigen, 1822)
- C. chvalai Kovalev, 1976
- C. demartini Raffone, 1984
- C. dilutipes (Strobl, 1906)
- C. flexuosus (Loew, 1840)
- C. giordanii Raffone, 1983
- C. humilis (Frey, 1913)
- C. minimus (Meigen, 1838)
- C. nigritellus (Zetterstedt, 1842)
- C. pilipes (Loew, 1859)
- C. setiger (Loew, 1859)